# ألان فوستر
ألان فوستر (بالإنجليزية: Alan Dean Foster) (و. 1946  م) هو كاتب، وروائي، وكاتب سيناريو، وكاتب خيال علمي أمريكي، ولد في نيويورك.

## التعليم
تعلم في جامعة كاليفورنيا، لوس أنجلوس.

## وصلات خارجية
- ألان فوستر على موقع IMDb (الإنجليزية)
- ألان فوستر على موقع ميوزك برينز (الإنجليزية)
- ألان فوستر على موقع إن إن دي بي (الإنجليزية)
- ألان فوستر على موقع ديسكوغز (الإنجليزية)
- ألان فوستر على موقع قاعدة بيانات الفيلم (الإنجليزية)
- ألان فوستر في قاعدة بيانات الأفلام على الإنترنت